# Ribes victoris
Ribes victoris är en ripsväxtart som beskrevs av Edward Lee Greene. Ribes victoris ingår i släktet ripsar, och familjen ripsväxter. Utöver nominatformen finns också underarten R. v. victoris.